# Хаджи-Фируз
Хаджи-Фируз Тепе — археологический памятник, расположенный в провинции Западный Азербайджан на северо-западе Ирана, в северо-западной части гор Загрос. Раскопки памятника в 1958—1968 гг. вёл Музей археологии и антропологии Пенсильванского университета. Раскопки выявили неолитическую деревню, которая была заселена во второй половине 6-го тысячелетия до нашей эры, где были обнаружены некоторые из старейших археологических свидетельств виноградного вина в виде органических остатков в глиняном кувшине.

## История исследования
Хаджи-Фируз Тепе был впервые отмечен в 1936 году сэром Аурелем Стейном, который собрал черепки керамики с поверхности участка. Место было более тщательно исследовано между 1958 и 1968 годами, когда четыре сезона раскопок проводились в рамках более крупного проекта Хасанлу, проводимого Музеем археологии и антропологии Пенсильванского университета. Место было первоначально выбрано для исследования ранних периодов, которые были засвидетельствованы в последовательности заселения близлежащего Хасанлу. Эти раскопки проводились под руководством Чарльза Берни (1958, 1961), Т. Кайлера Янга-младшего (1961) и Роберта Х. Дайсона и Мэри М. Фойгт (1968). В течение этих сезонов квадраты раскопок были открыты в четырех разных частях места, причем наибольшая обнаженность была достигнута на северо-восточном склоне кургана.

## Место и его окружение
Хаджи-Фируз Тепе находится в долине реки Гадар в провинции Западный Азербайджан, северо-западный Иран. Это телль, или поселенческий курган, примерно овальной формы, размером 200 на 140 метров у основания и достигающий высоты 10,3 метра над равниной, но археологические отложения также продолжаются до неизвестной глубины под современной поверхностью равнины. Равнина, на которой расположен Хаджи-Фируз Тепе, лежит в северо-западной части гор Загрос на высоте 1300—1350 метров над уровнем моря. Река Гадар протекает через нее на восток и в конечном итоге заканчивается в болотах, граничащих с озером Урмия. Этот район является важным перекрестком, с маршрутами, ведущими во всех направлениях, включая легкий маршрут на запад, пересекающий горы Загрос через Равандуз и Эрбиль к Месопотамским равнинам. Долина реки Гадар попадает в современные и древние зоны распространения дикого винограда (Vitis vinifera subsp. sylvestris) и терпентинного дерева.

## История заселения

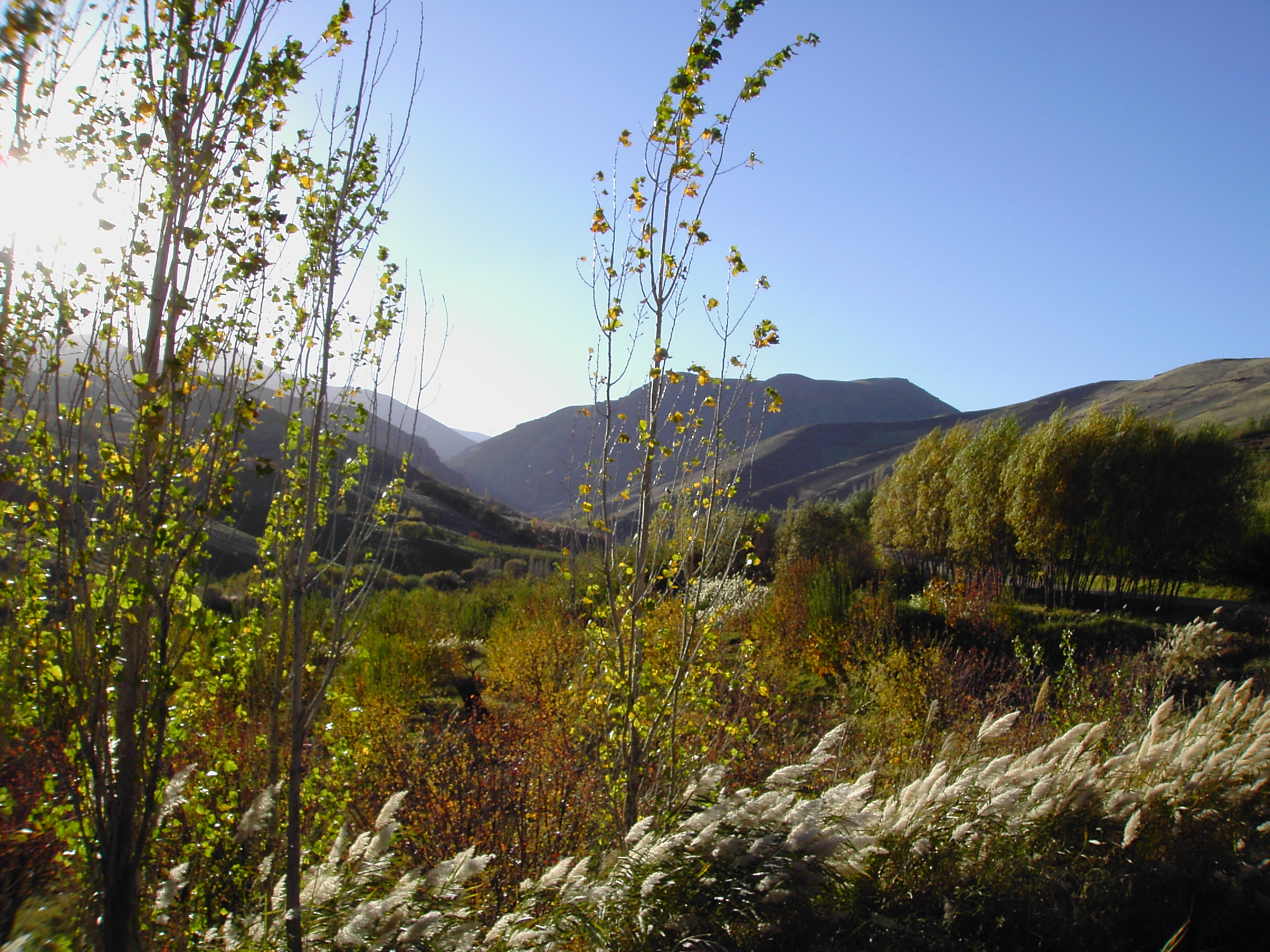
Вид на горы Загрос

Хотя раскопки были сосредоточены в основном на слоях неолитического заселения этого места, были также засвидетельствованы свидетельства более позднего заселения. В разных частях холма были обнаружены материалы из периодов халколита, позднего бронзового века/железного века и исламского (XI век н. э.) периода, хотя неолитическое заселение, по-видимому, было наиболее значительным заселением. Неолитическое заселение было разделено на 12 фаз, названных A-L от самой поздней к самой ранней.

### Период Хаджи-Фируз
Недавние исследования показывают, что период Хаджи-Фируз на северо-западе Ирана можно датировать примерно 6000-5400 гг. до н. э. Затем был короткий разрыв в хронологии или, возможно, переходный период.
Затем возникла традиция Далма; новые радиоуглеродные датировки для этой традиции составляют около 5000-4500 кал до н. э. Далма, по-видимому, является результатом долгой местной последовательности развития периода Хаджи-Фируз.

## Доказательства виноделия
Доказательства виноделия состояли из шести 9-литровых кувшинов, которые были вмурованы в пол того, что археологи подозревают как кухонную зону в глиняном здании, которое было заселено где-то между 5400-5000 гг. до н. э. Внутри были желтоватые отложения, которые, как показал химический анализ, содержали остатки винной кислоты и тартрата кальция. Кроме того, анализ обнаружил отложения смолы, идентифицированные как смола терпентинного дерева (Pistacia terebinthus), которое дико росло в этом районе. Возможно, смола использовалась в качестве консерванта, подобно греческому вину рецина, которое все еще производится сегодня, что позволяет предположить, что виноделие в Хаджи-Фируз Тепе преднамеренно велось более 7000 лет назад.

### Значение открытия
Хотя остаток в кувшине не является окончательным доказательством виноделия, он дает веские доказательства в пользу такой возможности. Виноград уникален тем, что является одним из немногих природных источников винной кислоты, которая является самой распространённой кислотой в вине и часто кристаллизуется в отложения, которые остаются в емкостях, в которых хранилось вино. Виноград также имеет естественную склонность распадаться на спирт в процессе, который мы теперь знаем как брожение, когда дрожжи на кожице винограда превращают сахар в винограде в этиловый спирт. Это происходит легче всего в закрытой емкости, которая хранится при комнатной температуре. Независимо от того, было ли это действие преднамеренным или нет, хранение винограда в кувшинах, которые затем были вмурованы в пол, создало бы условия, благоприятные для производства вина.
Наличие отложений смолы терпентинного дерева в той же емкости, что и вино, дает более веские основания полагать, что виноделие в Хаджи-Фируз Тепе, возможно, было преднамеренным. Смола имеет долгую историю использования в качестве древнего герметика и консерванта, даже до того, как она стала ассоциироваться с виноделием у древних греков. Объем, который был сохранен (54 литра) также, по-видимому, указывает на крупномасштабное производство, выходящее за рамки простого домашнего хранения продуктов питания для пропитания. Кроме того, археологи нашли поблизости глиняные пробки, соответствующие по размеру горлышку кувшинов, что также предполагает преднамеренную попытку долгосрочного сохранения и защиты от воздействия воздуха.

## Другие открытия
Горы Загрос, которые отделяют современный Иран от Армении, Ирака и Турции, являются домом для многих диких видов винограда рода Vitis. В то время как дикие лозы отличаются отдельными мужскими и женскими лозами, потенциал для опыления и производства винограда мог легко возникнуть, предоставив жителям доступ к винограду. Несколько археологических раскопок в горах Загрос обнаружили похожие находки, как в Хаджи-Фируз Тепе, в кувшинах, содержащих винные отложения и остатки вина. К югу от Хаджи-Фируз Тепе находится Годин-Тепе, место, которое, по-видимому, было заселено сразу после неолитического периода (около 3500-3000 гг. до н. э.). Археологи там обнаружили еще больше свидетельств крупномасштабного виноделия с 30-литровыми и 60-литровыми винными кувшинами, а также большими тазами, содержащими остатки вина, что указывает на то, что они могли использоваться для выдавливания винограда в качестве раннего винного пресса. Остатки на кувшинах также были обнаружены на боковой стороне контейнеров, а не на дне, что указывает на то, что эти кувшины хранились на боку, скорее всего, для длительного хранения.